# Brandi Lauren
Brandi Lauren Pawelek (nacida el 26 de septiembre de 1996) es una luchadora profesional estadounidense que actualmente esta firmando con Impact Wrestling. 
Pawelek ha luchado para WWNLive, Impact Wrestling con el nombre de Ava Storie y en Shine Wrestling y en WWE bajo el nombre de Skyler Story en la marca NXT.

## Carrera

### Circuito independiente (2016-2020)
El 18 de febrero de 2017, bajo el nombre de Brandi Lauren, derrotó a Lacey Lane en la 3.ª ronda del FTPW Fight Club para convertirse en la campeona inaugural de Full Throttle Pro Wrestling. El 30 de marzo en OCW/FTPW Downtown Throwdown, perdió el título en un Gauntlet Match cuando Lindsey Snow se convirtió en la eventual ganadora y nueva campeona.
Lauren hizo su debut en Shine Wrestling contra Aria Blake por el Campeonato Femenino de ACW siendo derrotada. En Shine 39 Lauren perdió contra Jessie Belle Smothers. Ella también sufrió derrotas contra Malia Hosaka en SHINE 40 y Thea Trinidad en SHINE 41.

### Impact Wrestling (2017-2018, 2021-presente)
Lauren apareció en las grabaciones de Impact Wrestling en marzo de 2017. Ella luchó contra Brandi Rhodes el 2 de marzo en un combate que terminó sin resultado. En el episodio del 4 de marzo de Impact!, ella luchó en un battle royal ganada por ODB para ser la contendiente número uno en el Campeonato Knockouts de Impact. Lauren también compitió en el pago por visión de One Night Only, One Night Only: Victory Road - Knockouts Knockdown, luchando contra Angelina Love donde salió derrotada.
Lauren apareció en el episodio del 20 de abril de 2017 de Impact!, bajo el nuevo nombre de Ava Storie, desafiando al Campeonato Femenino de GFW, pero fue derrotada por la campeona Christina Von Eerie. El 21 de abril, fue derrotada por Laurel Van Ness. El 22 de abril en One Night Only: Turning Point 2017, perdió una revancha contra Van Ness. El 1 de octubre, Ava obtuvo su primera victoria en GFW contra Amber Nova.
El 31 de enero de 2018, el perfil de Storie se trasladó oficialmente a la sección de ex-alumni del sitio web oficial de Impact Wrestling, confirmando su salida de la empresa.

### WWE (2018, 2020-2021)
Torie debutó durante sus grabaciones de NXT en mayo, donde compitió con el nombre de Brandi Lauren, donde perdió con Lacey Evans. El 31 de agosto de 2020 se informó que Lauren había firmado con WWE para su marca NXT. El 19 de mayo de 2021, se informó que fue liberado de su contrato con la WWE. 

## Campeonatos y logros
- Full Throttle Pro Wrestling
  - FTPW Ladies Championship (1 vez)[8]